# Беннетт, Деннис
Деннис Беннетт (англ. Dennis J. Bennett) (28 октября 1917 года — 1 ноября 1991 года) — епископальный священник, один из лидеров харизматического движения, который начиная с 1960 года утверждал, что он получил крещение Святым Духом.

## Биография
Родился в Англии, но вырос в Калифорнии. Он учился в колледже Сан-Хосе и духовной семинарии Чикаго. После окончания института он работал пастором церкви конгрегации, но в 1951 году решил перейти в Епископальную церковь, чтобы стать проповедником.
Беннетт был главной фигурой в харизматическом движении внутри христианской церкви. После провозглашения 3 апреля 1960 года на кафедре, что он был крещён Святым Духом и якобы может теперь говорить на иных языках, ему было предложено уйти в отставку из епископальной церкви Св. Марка, общины в 2600 прихожан в Ван Найс, штат Калифорния.
О Беннетте написали в статьях журналов Newsweek и Time, но он не стал подвергать церковь, в которой работал, нападкам СМИ, и решил уйти в отставку с должности пастора. Он продолжал своё служение в епископальной церкви Св. Луки в Сиэтле, штат Вашингтон, до 1981 года, после чего покинул приход, чтобы основать и возглавить христианскую Обновленческую ассоциацию вместе со своей женой Ритой, на которой он женился через три года после смерти в 1963 году своей первой жены Элберты, от которой у него было трое детей. Он также стал одним из основателей миссий епископальной обновленческой церкви в 1973 году (ныне действует 29 таких миссий).

## Труды
- Nine O’Clock in the Morning ISBN 0-88270-629-2
- Holy Spirit and You ISBN 0-912106-34-4
- Trinity of Man ISBN 0-88270-287-4
- Moving right along in the Spirit ISBN 0-86065-196-7